# Kamienica nad Nysą Łużycką
Kamienica nad Nysą Łużycką [kamjɛˈnit͡sa ˌnad ˈnɨsɔ̃ wuˈʐɨt͡skɔ̃] (deutsch Kemnitz, niedersorbisch Kamjenca) ist ein Dorf und ein Schulzenamt (Sołectwo) der Landgemeinde Trzebiel (Triebel) im Powiat Żarski (Landkreis Sorau) in der polnischen Woiwodschaft Lebus.

## Lage
Kamienica nad Nysą Łużycką liegt in der Niederlausitz, rund 25 Kilometer westlich von Żary und 35 Kilometer südöstlich von Cottbus. Die Grenze zu Deutschland ist rund zwei Kilometer Luftlinie entfernt. Umliegende Ortschaften sind Kałki im Norden, Trzebiel im Nordosten, Gniewoszyce im Südosten, Buczyny im Süden, Siedlec im Westen und Bukowina im Nordwesten. Rund einen Kilometer östlich des Dorfes liegt die Droga krajowa 12.
Die Siedlung liegt am Fluss Trzebna. Entgegen der Bezeichnung im Ortsnamen liegt Kamienica nad Nysą Łużycką jedoch nicht an der Lausitzer Neiße, sondern zwei Kilometer östlich davon. Südlich des Ortes beginnt der Muskauer Faltenbogen.

## Geschichte
Kemnitz wurde im Jahr 1381 als Kemmenicz erstmals urkundlich erwähnt und ist ein historisches Vasallengut der früheren Herrschaft Pförten. Der Ort ist als breites Gassendorf angelegt. 1708 lebten in dem Dorf neun Gärtner und drei Büdner. Zehn Jahre später waren in Kemnitz neun Kossäten und drei Häusler verzeichnet, die eine Schatzung von 1245 Gulden an die Grundbesitzer abzugeben hatten. 1746 wurde die Herrschaft Pförten mit der Herrschaft Forst fusioniert. Im Jahr 1750 war Kemnitz ein reines Kossätendorf. Als Teil der Herrschaft Forst gehörte der Ort bis 1806 zum Kurfürstentum Sachsen und anschließend bis 1815 zum Königreich Sachsen.
Als Folge der Beschlüsse auf dem Wiener Kongress musste Sachsen die Niederlausitz schließlich an das Königreich Preußen abtreten. Im Jahr 1816 wurde in Preußen eine umfassende Gebietsreform durchgeführt, dabei wurde Kemnitz Teil des Landkreises Sorau (Lausitz) in der Provinz Brandenburg. 1844 hatte Kemnitz laut der Topografisch-statistischen Übersicht des Regierungsbezirks Frankfurt a.d.O. 39 Wohngebäude mit 252 Einwohnern, zum Dorf gehörten außerdem eine Kolonie und ein Vorwerk. 1867 hatte die Gemeinde Kemnitz insgesamt 222 Einwohner und gliederte sich in das Dorf Kemnitz mit 215 Einwohnern und die einzeln aufgeführte Wassermühle Gregors Mühle mit sieben Einwohnern. Zum Dorf Kemnitz gehörten des Weiteren eine Kolonie, ein Vorwerk, ein ausgebautes Gehöft und eine Bleiche.
Zu Beginn des 20. Jahrhunderts wurde der Gutsbezirk Kemlitz, der zuletzt etwa 17 Einwohner hatte, mit der Gemeinde Kemnitz fusioniert. Bei der Volkszählung vom 1. Dezember 1910 hatte die Gemeinde Kemnitz 274 Einwohner. Außerdem war Kemnitz Sitz des gleichnamigen Amtsbezirks, zu dem neben Kemnitz auch die Gemeinden Bahren, Buchholz, Erlenholz, Kalke und Zelz gehörten. Nach dem Ende des Zweiten Weltkrieges wurde die Herrschaft Forst aufgelöst, letzter Besitzer und somit auch die letzten Standesherren über Kemnitz war die Familie von Brühl. Auch der Amtsbezirk Kemnitz wurde aufgelöst.
Nach dem Zweiten Weltkrieg und der Festlegung der Oder-Neiße-Grenze am 2. August 1945 wurde Kemnitz ein Teil von Polen. Der Ort wurde in Kamienica nad Nysą Łużycką umbenannt, die deutschen Einwohner vertrieben und das Dorf von polnischen Neusiedlern bezogen. Am 28. Juni 1946 wurde Kamienica nad Nysą Łużycką nach Trzebiel eingemeindet. Zunächst gehörte der Ort zur Woiwodschaft Breslau, 1950 kam Kamienica dann zur neu gegründeten Woiwodschaft Zielona Góra. Ab dem 1. Oktober 1954 gehörte Kamienica nad Nysą Łużycką verwaltungstechnisch zur Gromada Trzebiel, diese fusionierte wiederum am 1. Januar 1973 mit der Gromada Niwica zu der heutigen Landgemeinde Trzebiel. 1998 kam es in Polen zu einer weiteren Gebietsreform, seitdem gehört der Ort zur Woiwodschaft Lebus.

## Persönlichkeiten
- Hans-Joachim Rechenberg (1910–1977), deutscher Journalist